# سسیلیا میرلیس
سسیلیا بناویدس ده کاروالیو میرلیس (۷ نوامبر ۱۹۰۱ – ۹ نوامبر ۱۹۶۴) نویسنده و آموزگار برجستهٔ برزیلی بود که به‌طور ویژه به‌عنوان شاعر شناخته می‌شود. او یکی از نام‌های شاخص مدرنیسم برزیل و از برترین شاعران زن به زبان پرتغالی محسوب می‌شود. سسیلیا میرلیس در عرصه شعر به‌طور گسترده به‌عنوان بهترین شاعر زن برزیل شناخته می‌شود. هرچند او با استفاده از واژه «شاعر زن» به دلیل تبعیض جنسیتی مخالفت می‌کرد.
در دهه ۱۹۴۰، سسیلیا میرلیس به سفر در قاره آمریکا پرداخت و از ایالات متحده، مکزیک، آرژانتین، اروگوئه و شیلی بازدید کرد. در تابستان ۱۹۴۰، او سخنرانی‌هایی در دانشگاه تگزاس در آستین ارائه داد. او دو شعر دربارهٔ زمان حضورش در پایتخت تگزاس نوشت و یک شعر بلند (۸۰۰ خطی) به نام "آمریکا ۱۹۴۰" که بسیار اجتماعی و آگاهانه بود و پس از مرگش منتشر شد. به‌عنوان یک روزنامه‌نگار، ستون‌های او (کرونیکاس یا وقایع‌نگاری‌ها) اغلب بر موضوع آموزش متمرکز بودند، اما همچنین سفرهایش به نیمکره غربی، پرتغال، دیگر نقاط اروپا، اسرائیل و هند را شامل می‌شدند (جایی که او یک دکترای افتخاری دریافت کرد).
به‌عنوان شاعر، سبک سسیلیا میرلیس عمدتاً نئوسیمبولیستی بود و درون‌مایه‌های آثار او شامل گذرای زمان و زندگی تأملی می‌شد. با اینکه او به رنگ و بوی محلی، گویش بومی یا آزمایش‌هایی در نحو (عامه‌پسند) توجهی نداشت، به‌عنوان یکی از مهم‌ترین شاعران فاز دوم مدرنیسم برزیل شناخته می‌شود که با پیشرو بودن ملی‌گرایی ارتباط داشت.

## زندگی‌نامه

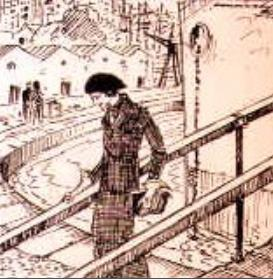
یک طراحی جوهری از سسیلیا میرلیس در حال پیاده شدن در لیسبون، اثر همسر اولش، فرناندو کوریا دیاس.

سسیلیا میرلیس در سه‌سالگی یتیم شد و تحت سرپرستی مادربزرگ مادری‌اش بزرگ شد. او به‌عنوان شاعر، نخستین اثر خود را در هجده‌سالگی با کتاب اشباح (Espectros) منتشر کرد. این اثر به‌عنوان «شعری سبک و مبهم، سرشار از سیالیت و حالتی ملایم، در فضایی از سایه‌ها و رؤیاها» توصیف شده است. این مجموعه که شامل هفده سونات بود، به شخصیت‌های مختلف تاریخی می‌پرداخت.
با اینکه آثار بعدی او شامل اشعار آزاد بود، اما میرلیس همچنان به اشکال سنتی و نمادگرایی علاقه‌مند بود. بین سال‌های ۱۹۱۹ تا ۱۹۲۷، او به انتشار مقالات در مجلات درخت نو (Árvore Nova) و سرزمین خورشید (Terra do Sol) پرداخت. میرلیس همچنین یکی از چهره‌های کلیدی در مجله معنوی و متعالی جشن (Festa) بود. شاعران جشن از بیان‌های سنتی‌تر و جهان‌شمولی بیشتری نسبت به آینده‌گرایی و نویسندگان پیشگام‌گرایی سائو پائولو حمایت می‌کردند؛ جریانی که هفته هنر مدرن آن‌ها در ۱۹۲۲ جنجال‌های زیادی به پا کرد. میرلیس همواره ویژگی‌های نمادگرایانه خود را حفظ کرد.
او به‌ویژه به شعر پرتغالی علاقه‌مند بود. در سال ۱۹۳۴ به پرتغال سفر کرد و در دانشگاه‌های لیسبون و کویمبرا در مورد ادبیات برزیل سخنرانی کرد.
پس از ۱۴ سال عدم انتشار کتابی در زمینه شعر، سسیلیا میرلیس یکی از برجسته‌ترین آثار خود، سفر (Viagem) را در سال ۱۹۳۹ منتشر کرد که نشان‌دهنده بلوغ شعری او بود. این کتاب در سال ۱۹۳۸ جایزه سالانه شعر از سوی آکادمی ادبیات برزیل را دریافت کرده بود. عنوان این کتاب به سفری معنوی اشاره دارد که در آن زندگی و شعر با هم آمیخته می‌شوند. میرلیس کاتولیکی معتقد بود، اما تأکید زیادی بر مواضع دینی یا اجتماعی خود نداشت.
در دهه ۱۹۴۰، او به‌طور گسترده سفر کرد و در این دوره، دریا به تصویری مهم در آثارش تبدیل شد. دریای مطلق (Mar Absoluto) که در سال ۱۹۴۲ منتشر شد، اشعاری دربارهٔ دریا با ویژگی‌های اصطلاحاً «شعر خالص» بود.
در سال ۱۹۵۳، میرلیس در سمپوزیومی دربارهٔ آثار مهاتما گاندی شرکت کرد و هند تأثیر بسیاری بر آثار او گذاشت. او زبان‌های هندی و سانسکریت را خودآموز یادگرفته بود. اثر رمانس‌نامه خیانت (Romanceiro da Inconfidência) که در سال ۱۹۵۳ نوشته شد، به سبک بالادهای قرون وسطایی ایبریایی نوشته شده و موضوع آن از اولین تلاش استعماری برای استقلال برزیل در میناس گرایس در سال ۱۷۸۹ الهام گرفته است. این اثر بر رهبر این قیام، خواکیم ژوزه دا سیلوا ژاویر، که به‌عنوان یک مسیح دیگر شناخته می‌شد، تمرکز دارد.
اثر جیروفله، جیروفلا (Giroflê, Giroflá) در سال ۱۹۵۶ بر اساس سفرهای نویسنده به هند و ایتالیا نوشته شده است.
سسیلیا میرلیس یکی از نویسندگان پرکار در نشریات برزیلی بود و مدتی به‌عنوان سردبیر بخش آموزش در روزنامه اخبار روز (Diario de Noticías) در ریو فعالیت می‌کرد. او نویسندگان متنوعی از جمله ماترلینک، فدریکو گارسیا لورکا، آنوی، ایبسن، تاگور، ریلکه، ویرجینیا وولف و پوشکین را به پرتغالی ترجمه کرد. آثار دیگر او شامل نمایشنامه‌ها و کتاب‌های کودکان می‌شود.
سسیلیا میرلیس در ۹ نوامبر ۱۹۶۴، دو روز پس از تولد ۶۳ سالگی‌اش، بر اثر سرطان در ریو دو ژانیرو درگذشت. در طول دوران حرفه‌ای خود، او تحت تأثیر بسیاری از جنبش‌های ادبی زمان خود قرار گرفت. بااین‌حال، اشعار او همواره حالتی عمیقاً شخصی داشت.
در اکتبر ۲۰۰۹، سسیلیا میرلیس یکی از سه نویسنده برجسته‌ای بود که در اولین کنگره نویسندگان زن برزیلی در نیویورک (Primeiro Congresso de Escritoras Brasileiras em Nova Iorque) شرکت کرد. این رویداد در مرکز فرهنگی برزیل / بنیاد هنرهای برزیلی در میدتاون منهتن برگزار شد.